# Sindiwe Magona
Sindiwe Magona, née le 27 août 1943 dans un village du Transkei en Afrique du Sud, est écrivaine, conférencière motivatrice, professeure et traductrice.

## Biographie

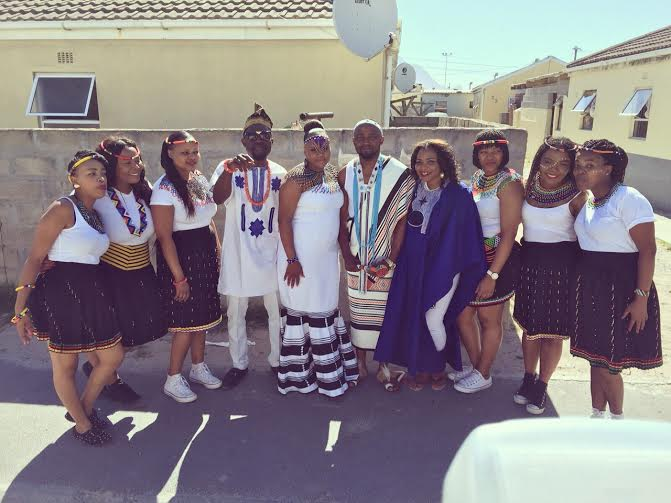
Un groupe de Xhosas dans leur costumes traditionnels. Sindiwe Magona est originaire de cette ethnie.

Native d'un petit village du Transkei, aînée d'une famille de huit enfants , elle grandit dans le township de Gugulethu, proche du Cap, où elle travaille comme domestique et poursuit ses études secondaires par correspondance à l'université d'Afrique du Sud,. Six mois après avoir été diplômée comme professeur, elle tombe enceinte pour la première fois. Son mari la quittera quatre mois après la naissance de leur troisième enfant.
Elle obtient ensuite une maîtrise ès sciences en organisation du travail social à l'université Columbia de New York et occupe divers postes à l'ONU durant plus de 20 ans, jusqu'en 2003 où elle rentre en Afrique du Sud pour se consacrer à l'écriture. C'est également l'actrice de voice-over pour le personnage de Gemsbok, le guérisseur oryx du film d'animation Khumba de 2013. Elle est écrivaine-résidente à l'université du Cap-Occidental,.

## Carrière littéraire

### Autobiographie
La première partie de son autobiographie, To My Children's Children (Pour les enfants de mes enfants), édité en 1990, est écrite comme une lettre d'une grand-mère xhosa à ses petits-enfants et tente de transmettre l'Histoire à travers les générations. Ce livre traite des trente-trois premières années de sa vie, évoquant le passage d'une vie idyllique dans le Transkei rural à la difficulté de la vie sous l'apartheid dans un township, mais aussi de sa détermination et finalement de sa réussite. Elle le traduit en xhosa sous le titre Kubantwana babantwana bam en 1995,.
Forced to Grow (Forcée de grandir), édité en 1992, débute après le départ de son mari et parle de sa lutte en tant que jeune professeure, son implication en tant qu'activiste dans les mouvements féministes et de sa vie de mère célibataire, élevant trois enfants, durant les révoltes étudiantes des années 1970, ainsi que de ses aller-retours éprouvants entre l'Afrique du Sud et New York.
Ses autobiographies sont remarquables pour leur humour, leur ton enjoué et l'absence d'auto-apitoiement.

### Autres œuvres

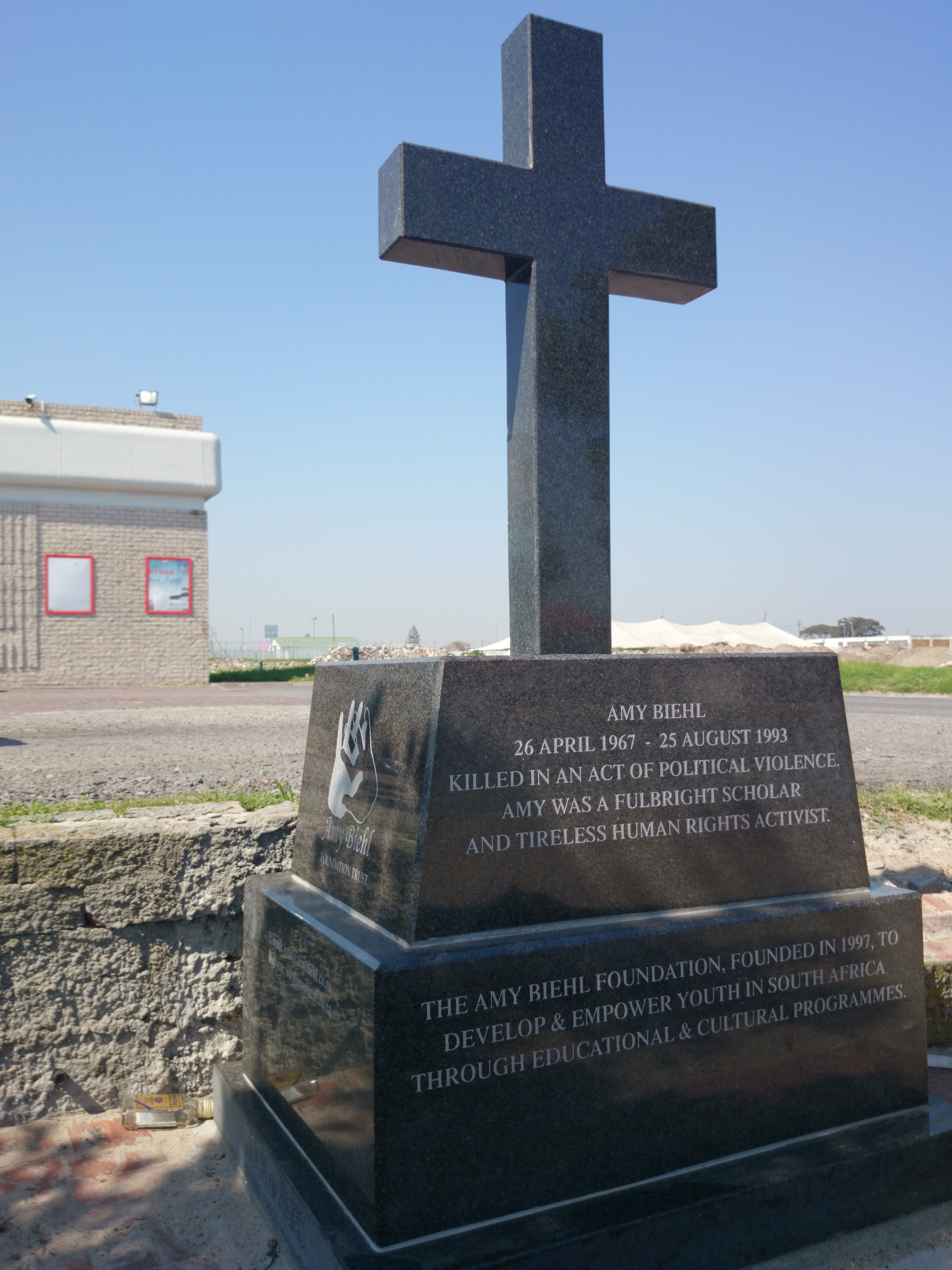
Monument de l' à Gugulethu.

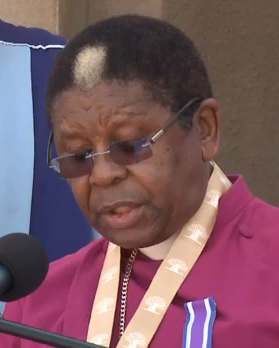
L'archevêque faisant un discours à l'université du Cap en décembre 2013.

En 1998, elle publie Mother to Mother (De Mère à Mère), récit romancé de l'assassinat d'Amy Biehl (en), qu'elle adapte ensuite en une pièce de théâtre qui est jouée fin 2009 au Baxter Theatre. Les droits d'adaptation cinématographique du roman sont acquis en 2003 par les studios Universal Pictures et un film avec comme actrice principale Reese Witherspoon aurait dû être tourné, mais le projet semble avoir été abandonné.
Elle écrit également des recueils de nouvelles et des biographies, notamment celle de Njongonkulu Ndungane (en), l'archevêque anglican du Cap, dont elle est la biographe officielle : From Robben Island to Bishopscourt (De Robben Island à Bishopscourt). En 2006 elle écrit un livre pour enfants intitulé The Best Meal Ever! (Le Meilleur repas que j'aie jamais mangé !) et publie en 2009 son premier recueil de poèmes, Please, Take Photographs (S'il vous plaît, prenez des photos).

## Engagement social
En mars 1976 elle est l'une des deux déléguées sud-africaines présentent au Tribunal international des crimes contre les femmes qui se tient en Belgique à Bruxelles. Quelques mois plus tard, elle fonde le Women's (Peace) Movement (Mouvement des femmes pour la paix).
Elle écrit deux nouvelles traitant du SIDA : A State of Outrage (Un État d'indignation), écrit du point de vue d'une femme dont l'ami est tué après avoir admis qu'il était séropositif, et Leave-Talking (Laisser parler), où une mère perd ses enfants adultes à cause du SIDA.
Dans sa pièce de théâtre Vukani! (Wake Up!) (Réveille-toi !), elle narre l'histoire de Zama, jeune fille de 14 ans, violée et infectée par le VIH par un garçon de 17 ans dans le township de Gugulethu, celui-ci croyant se guérir en couchant avec une vierge.
Elle fonde en 2003 l'ONG « South Africa 2033 » qui vise à éradiquer la pauvreté.

## Prix et nominations
Sindiwe Magona a reçu les prix et nominations suivantes :
- 1993 : doctorat honorifique en lettres humaines du Hartwick College (en) d'Oneonta (New York)[11] ;
- 1997 : prix de la New York Foundation for the Arts pour la non-fiction ;
- 1997 : prix Xhosa Heroes
- 1997 : grand prix UNdimande
- 1998 : nomination pour le prix M-Net pour Mother to Mother[11] ;
- 2000 : BRIO (Bronx Recognizes Its Own) pour la fiction en 2000[5] ;
- 2007 : prix Grinzane « Terra d'Otranto » reconnaissance sur le thème du dialogue, de la solidarité et de l'intégration[22] ;
- 2007 : médaille d'or Molteno (en) pour la promotion de la culture et de la langue xhosa[23] ;
- 2007 : Lifetime Achievement Award pour sa contribution à la littérature sud-africaine ;
- 2009 : finaliste du Commonwealth Writer’s Prize pour la région africaine avec Beauty's Gift (Le Cadeau de la Beauté) ;
- 2011 : ordre de l'Ikhamanga (bronze), décerné par le président d'Afrique du Sud ;
- 2012 : co-lauréate avec Nadine Gordimer du prix Imbokodo[21].

## Œuvres sélectionnées
- 1990 : To My Children's Children[1] ;
- 1991 : Living, Loving and Lying Awake at Night[24] ;
- 1992 : Forced to Grow[2] ;
- 1996 : Push Push[25] ;
- 1998 : Mother to Mother[3] ;
- 2006 : The Best Meal Ever![1] ;
- 2008 : Beauty's Gift[26] ;
- 2009 : Please, Take Photographs[14] ;
- 2014 : The Woman on the Moon[3].

### Sources bibliographiques
- (en) Craig MacKenzie, « Magona, Sindiwe (1945-) », dans Eugene Benson et L.W. Conolly (dir.), Encyclopedia of Post-Colonial Literatures in English, Routledge, 2004, 1730 p. (ISBN 1134468482 et 9781134468485, présentation en ligne, lire en ligne), p. 932 ;
- (en) Judith Lütge Coullie (dir.), Selves in Question : Interviews on Southern African Auto/Biography, University of Hawaii Press, coll. « Writing past colonialism », 2006, 487 p. (ISBN 0-8248-3004-0 et 9780824830045, présentation en ligne, lire en ligne) ;
- (en) Sindiwe Magona et Ingrid Corbett (dir.) (photogr. Craig Fraser), Mud Chic : Lifestyle and Inspiration from the Xhosa People of the Old Transkei, Quivertree Publications, 2006, 189 p. (ISBN 0-620-35392-9 et 9780620353922, présentation en ligne, lire en ligne) ;
- Jean Sévry, Littératures d'Afrique du Sud, Paris, Éditions Karthala, coll. « Lettres du Sud », 2007, 432 p. (ISBN 978-2-84586-836-6 et 2-84586-836-7, présentation en ligne, lire en ligne) ;
- (en) Pauline Dodgson-Katiyo et Gina Wisker, Rites of Passage in Postcolonial Women's Writing, Amsterdam, Rodopi, coll. « Cross/Cultures: Readings in the Post/Colonial Literatures in English » (no 123), 2010, 307 p. (ISBN 978-90-420-2935-4 et 90-420-2935-8, présentation en ligne, lire en ligne) ;
- (en) Gareth Cornwell, Dirk Klopper et Craig Mackenzie, The Columbia Guide to South African Literature in English Since 1945, Columbia University Press, 2012, 288 p. (ISBN 978-0-231-50381-5 et 0-231-50381-4, présentation en ligne, lire en ligne) ;
- (en) Tanya Barben, « Sindiwe Magona: Wrigting Oneself Out of Poverty », dans Barbara A. Lehman, Jay Heale, Anne Hill, Thomas van der Walt (dir.) et al., Creating Books for the Young in the New South Africa : Essays on Authors and Illustrators of Children's and Young Adult Literature, McFarland, 2014, 320 p. (ISBN 078647551X et 9780786475513, présentation en ligne, lire en ligne), p. 64-72.

### Travaux de Sindiwe Magona cités
- (xh) Sindiwe Magona, Kubantwana babantwana bam, Cape Town, New Africa Books, 1995, 239 p. (ISBN 0-86486-286-5 et 9780864862860, présentation en ligne, lire en ligne) ;
- (en) Sindiwe Magona, Push-push! and Other Stories, New Africa Books, 1996, 163 p. (ISBN 0-86486-304-7 et 9780864863041, présentation en ligne, lire en ligne) ;
- (en) Sindiwe Magona, Forced to Grow, Interlink, 1998 (1re éd. 1992), 232 p. (ISBN 1-56656-265-1 et 9781566562652, présentation en ligne) ;
- (en) Sindiwe Magona, « A State of Outrage », dans Yvonne Vera (dir.), Opening Spaces : An Anthology of Contemporary African Women's Writing, Heinemann, 1999, 186 p. (ISBN 0435910108 et 9780435910105, présentation en ligne, lire en ligne), p. 114-127 ;
- (en) Sindiwe Magona, « Leave-Talking », dans Nobantu Rasebotsa, Meg Samuelson, Kylie Thomas (dir.), Nobody Ever Said AIDS : Poems and Stories from Southern Africa, Kwela Books, 2004, 191 p. (ISBN 0795701845 et 9780795701849, présentation en ligne) ;
- (en) Sindiwe Magona, To My Children's Children, Interlink, coll. « Interlink memoirs », 2006 (1re éd. 1990), 167 p. (ISBN 1-56656-649-5 et 9781566566490, présentation en ligne) ;
- (en) Sindiwe Magona (ill. Paddy Bouma), The Best Meal Ever!, NB Publishers Limited, 2006, 32 p. (ISBN 0-624-04254-5 et 9780624042549, présentation en ligne) ;
- (en) Sindiwe Magona, Beauty's Gift, Kwela, 2008, 192 p. (ISBN 978-0-7957-0437-6 et 0-7957-0437-2, présentation en ligne, lire en ligne) ;
- (en) Sindiwe Magona, Please, Take Photographs, Athlone, South Africa, African Books Collective, 2009, 79 p. (ISBN 978-0-9802729-5-6 et 0-9802729-5-5, présentation en ligne) ;
- (en) Sindiwe Magona, « Vukani! (Wake Up!) », dans Kathy A. Perkins (dir.), African Women Playwrights, University of Illinois Press, 2009, 364 p. (ISBN 0252075730 et 9780252075735, présentation en ligne, lire en ligne), p. 170-221 ;
- (en) Sindiwe Magona, Living, Loving and Lying Awake at Night, David Philip, 2012 (1re éd. 1991), 232 p. (ISBN 978-0-86486-646-2 et 0-86486-646-1, présentation en ligne) ;
- (en) Sindiwe Magona (ill. Nicole Blomkamp), The Woman on the Moon, New Africa Books, coll. « African folk tales » (no 6), 2014, 36 p. (ISBN 978-1-4856-0078-7 et 1-4856-0078-2, présentation en ligne) ;
- (en) Sindiwe Magona, Mother to Mother, Beacon Press, 2014 (1re éd. 1998), 224 p. (ISBN 978-0-8070-0997-0 et 0-8070-0997-0, présentation en ligne, lire en ligne).